# Gorni Disan
Gorno Disan (en macédonien Горни Дисан) est un village du sud de la Macédoine du Nord, situé dans la municipalité de Negotino. Le village comptait 11 habitants en 2002.

## Démographie
Lors du recensement de 2002, le village comptait :
- Macédoniens : 11